# Teofil Okunevskyj
Teofil Okunevskyj, ukrajinsky Теофіль Окуневський (7. prosince 1858 Rădăuți – 22. července 1937 Horodenka), byl rakouský politik ukrajinské národnosti z Haliče, na konci 19. a počátku 20. století poslanec Říšské rady.

## Biografie
Jeho bratrem byl lékař a politik Jaroslav Okunevskyj. Teofil vystudoval práva na Vídeňské univerzitě. Roku 1884 získal titul doktora práv. V letech 1885–1890 působil jako kandidát advokacie ve Stanislavově, od roku 1890 coby samostatný advokát ve městě Horodenka. Roku 1890 spoluzakládal Ukrajinskou radikální stranu. Od roku 1899 byl členem Ukrajinské národně demokratické strany. V letech 1889–1900 a 1913–1914 zasedal jako poslanec Haličského zemského sněmu.
Bojoval za práva Ukrajinců v Haliči, podporoval zřízení ukrajinského dívčího gymnázia v Kolomyji a dvoujazyčného učitelského semináře v témže městě. Prosadil ustavení ukrajinské sekce zemské školní rady v Haliči. Požadoval zrušení rezortu ministra pro haličské záležitosti v předlitavských vládách. Zasadil se o provedení volební reformy v Haliči. Odmítal rusofilskou agitaci. Byl spolupracovníkem redakce listu Chliborob.
Na konci 19. století se zapojil i do celostátní politiky. Ve volbách do Říšské rady roku 1897 získal mandát v Říšské radě (celostátní zákonodárný sbor) za kurii venkovských obcí, obvod Kolomyja, Sňatyn atd. Do vídeňského parlamentu se vrátil po několikaleté přestávce ve volbách do Říšské rady roku 1907, konaných poprvé podle všeobecného a rovného volebního práva, kdy by zvolen za obvod Halič 58. Byl poslancem Rusínského klubu. Mandát obhájil za týž obvod i ve volbách do Říšské rady roku 1911. Usedl do poslaneckého klubu Ukrajinské parlamentní zastoupení. V parlamentu setrval do zániku monarchie. K roku 1911 se profesně uvádí jako advokát.
V letech 1914–1917 byl internován v Rusku.